# Pteroplatytrygon violacea
Pteroplatytrygon violacea врста је раже из породице Dasyatidae и једини члан њеног рода. Карактерише га клинаст облик пераја које је широко и дугачко, као и зашиљени зуби, реп у облику бича и једнолична љубичасто до плаво-зелена боја тела. Обичну достиже дужину од 59 цм. Ова врста углавном настањује топле воде од 19 °C и сезонски мигрира да би провела лето ближе континенталном пасу у топлијим водама.
Једина је ража која обитава у отвореном океану, а обично се налази на дубини од 100 м. Као резултат навика боравка у средње топлим водама, њен стил пливања је еволуирао. Исхрана ове врсте састоји се од бескичмењака и кошљориба. Активни је предатор и користи своја петокрална пераја као помоћ, а познато је да да се храни и лигњама. Као и друге раже, ова врста је живахна, њен ембрион се у почетку чува у жуманцету, а касније се потомвство храни хистотрофом. Са кратким гестацијским периодом од 2 до 4 месеца, женке могу да носе два легла и роде од 4 до 13 потомака годишње.
Рођење се углавном догађа у топлој води близу екватора са изузетком Средоземног мора. Pteroplatytrygon violacea има малу економску вредност и обично се одбацује када се случајно улови. Постоје докази да се број ове врсте повећава, вероватно због масовног риболова на њене предаторе као што су морски пси. Међународна унија за заштиту природе изразила је минималну забринутост за ову врсту и сврстала је у категорију малог ризика угрожености.

## Таксономија и филогенија
Pteroplatytrygon violacea је изворно описао француски биолог Шарл Лисјен Бонапарта у њеоговој трећој књизи под називом Iconografia della fauna italica per le quattro classi degli animali vertebrati, која је издата 1832. године. Назвао га је Trygon violacea, од латинског виола (пурпурна) и одредио два примерка сакупљена из Италије као синтет врсте.
Године 1910. амерички зоолог Хенри Вид Фаулер убацио је ову врсту у нови подрод под називом Pteroplatytrygon, од грчке речи птерон што означава пераја и платус што означава широко. Каснији аутори су уздигли Pteroplatytrygon у ранг пуног рода, мада неки таксономисти оспроавају овај род. Филогенетска анализа Лисе Розенберг из 2001. године заснована на морфологији утврдила је да је ова врста једна од основних чланова породе и сестрнски таксон врста Pastinachus, Dasyatis и Himantura.

## Распрострањеност и станиште
Pteroplatytrygon violacea распрострањена је широм света у тропским до топлим умереним пелагијским водама између географских ширина од 52°N до 50°S. У западном делу Атлантског океана ова врста је пописана, на пределу од Њуфаундленда до Северне Каролине, северног Мексичког залива, Малих Антила, Бразила и у водама Уругваја. У источном делу Атлантског океана ова врста је забележена од Северног мора до Мадеире, укључујући воде око Зеленортских острва и Гвинејски залив. У Тихом океану ова врста настањује воде од Јапана до Аустралије и Новог Зеланда на западу, до Британске Колумбије и Чилеа и око многих океанских острва укључујући Хаваје, Галапагос и Ускршње острво. Нема извештаја о овој врсти из већег дела Индијског океана, али је познато да је уобичајена у југозападном делу и око Индонезије. Ова врста се углавном налази на дубини од 100 м, а примећена је такође на дубининама од 330 до 381, што указује да се повремено приближава дну. Ова врста преферира температуру воде изнад 19 °C, а умире у водама где је температура испод 15 °C.
Pteroplatytrygon violacea врши сезонске миграције у топлиеј воде. У северозападном делу Атлантског океана борави од јула до септембра, а такође мигрира и из Средоземног мора. У Тихом океану ова врста проводи зиму у океанским водама близу екватора и у пролеће се креће па већим географским ширинама и обали. Познате су две популације ове врсте на Пафицику: једна мигрица из вода Централне Америке у воде Калифорније, а друга из централног Тихог океана у воде Јапана и Британске Колумбије. Током зрелости ова врста може мигрирати и у неке приобалске оде, које су плиће од 45 м.

## Опис и биологија
Ова врста има клинасто тело, прстенасто пераје, а једно је шире од другог, а њушка јој је кратка са заобљеним врхом. Очи су мале за разлику од очију других ража. Уста су им мала и благо закривљена са дубоким браздама на улговима и ситним испупћењем на средини горње вилице које се уклапа у удубљење на доњој чељусит. Pteroplatytrygon violacea има од 25 до 34 горњих зуба и од 25 до 31 доњих зуба, а сви они су шиљати, код мужјака више него код женки. Ивице пераја су равне и постају заобљене на врховима. Ова врста има реп сличан бичу и вентрално пераје које не допире до врха кичме. Обично је љубичасте до плавозелене боје која се протеже на репу, а доњи део тела је нешто светилији. Pteroplatytrygon violacea обично расте до 59 цм. Највеће јединке који су узгајане у заточеништву између 1995. и 2000. године имале су до 68 цм и 12 килограма, а пописана је и једна женка која је била дугачка 94 цм и тежила 49 килограма. Ова врста је изузетан пливач.
Pteroplatytrygon violacea се може раздвојити по полу, тако да се мужјаци налазе у дубљим водама него женке.ref name="ebert"/> Плен су већим рибама као што су океанска белоперка, велика бијела ајкула и остали китови зубани. Ова врста има отров на репу који је поприлично јак, због чега је друге рибе ретко нападају. Познати паразити ове врсте су Acanthobothrium benedeni, A. crassicolle, A. filicolle, Rhinebothrium baeri, R. palombii, Tetragonocephalum uarnak и Entobdella diadema. Pteroplatytrygon violacea активни је предатор и углавном се храни са криловима, мекушцима као што су лигње и хоботнице, раковима и кошљорибама као што су харинге, скуше, а такође једе и медузе. У водама Калифорније ова врста фомира групе у периоду од новембра до априла. У водама Бразила ова врста прати сипе према обали у јануару и фебруару, а оба предатора у потрази су за ситним рибама. Млади примерци ове врсте троше 6 до 7% телесне тежине дневно, а одрасли око 1%.
Као и друге раже, ова врста је доста живахна, њен емрбион се најпред храни жуманцетом, касније супституира хистотрофом који садржи протеине, липиде и слуз. Женке имају само један функционалан јајник и матерцу са леве стране, а рађају потомство два пута годишње. Парење се обавља од марта до јуна у северозападном делу Атлантског океана и у пролеће у југозападном делу Атлантика. Женке су способне да сперму мужјака складиште и чекају повољне услове у окружењу Након периода гестације ослобођења јајашца се избацују из материце. Период гестације може траје само од 2 до 4 месеци, а за то време се заметак повећава сто пута у маси.
У Тихом океану женке рађају од новембра до марта у водама близу Централне Америке, пре миграције на север. У северозападном делу Атлантског океана женке рађају зими када су у топлим јужним водама . Међутим, постоје подаци о две женке које су затруднеле много раније у години и родиле у августу или у септембру, пре миграције на југ. У југозападном Атлантику женке се порађају око јануара. За разлику од других региона у Средоземљу женке раају пре него што мигрирају у топле воде. Број потомства креће се од 4 до 13 (просечно 6) и не повећава се код крупнијих женки. Новорођенчад су дужине од 15 до 25 цм, а расту годишње 8,1 цм. Унос хране и стопа раста највиши су у јануару и фебруару, у периоду од јула до августа, а најнижи од марта до априла и од октобра до новембра. Мужјаци достижу сексуалну зрелост када буду дугачки од 37 до 50 цм, а женке када буду од 39 до 50 цм, у доби од три године. Животни век ове врсте је од 10 до 12 година.

## Контакт са људима
Pteroplatytrygon violacea није агресивна према људи и ретко се сусреће због специфичног станишта, али њен реп може да усмрти човека и одговорна је за смрт двојице риболоваца који су преминули од тровања крви. У јавним акваријумима ове врсте се чува готово од почетка 20. века.
Месо ове врсте се једу у Индонезији, али се она у већини случајева не једе. Осетљива је на парангале и мреже у које се случајно ухвати. Ипак у Тихом океану се повећао број ових врста од педесетих година 20. века, вероватно због комерцијалног риболова на доминантне грабљивице који се хране са њом, попут морских паса и туне. Због одржавања популација и високе репродуктивне стопе, Међународна унија за заштиту природе није исказала забринутост за ову врсту. У јуну 2018. године Министарво за заштиту природе Новог Зеланда квалификовало је ову врсту као неугрожену, према Новозеландском систему класификације претњи.